# Paul Revere

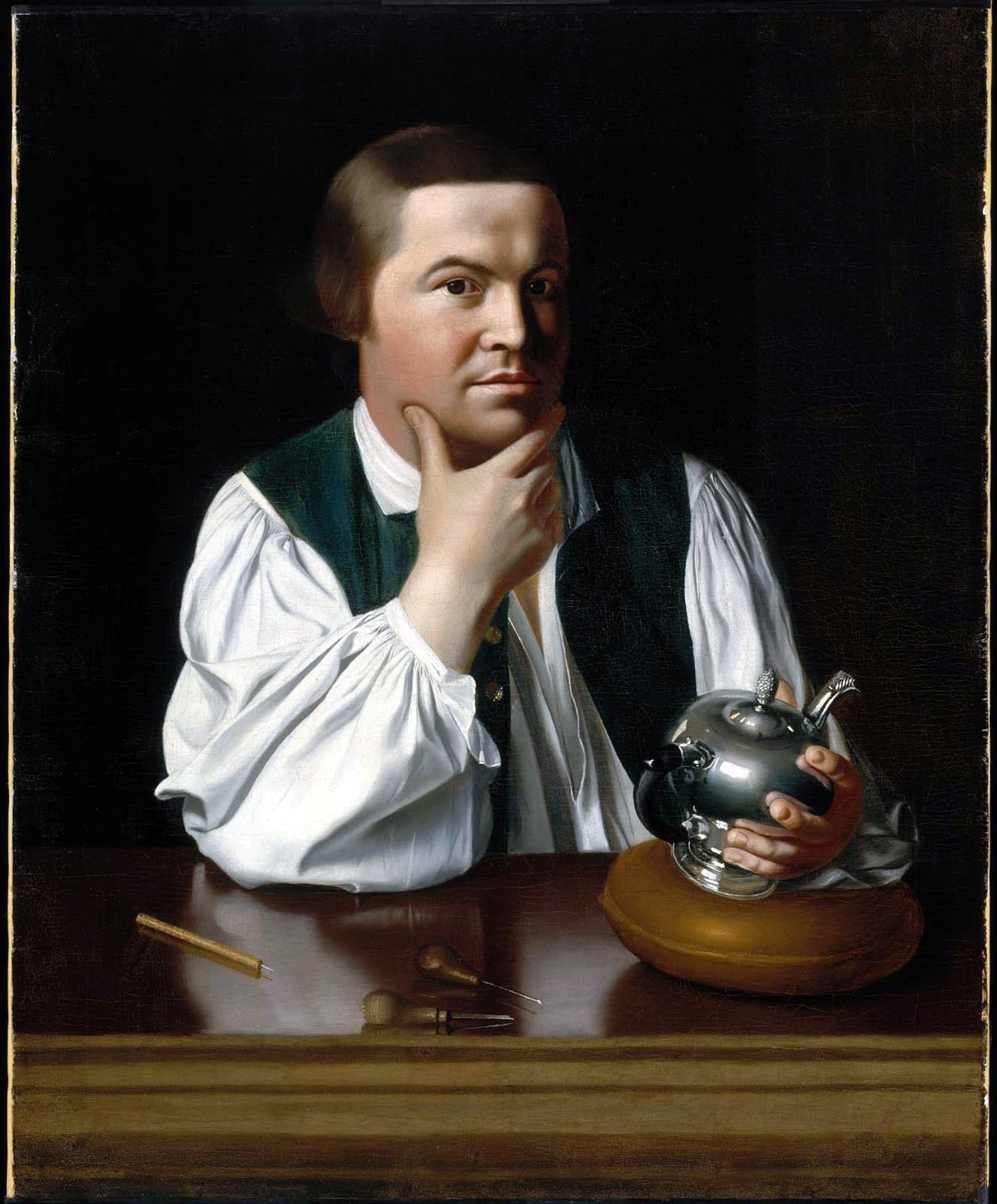
Paul Revere, geschilderd door John Singleton Copley

Paul Revere (Boston (Massachusetts), 1 januari 1735 – aldaar, 10 mei 1818) was een Amerikaanse zilversmid en een held uit de Amerikaanse Onafhankelijkheidsoorlog.

## Biografie
Revere was een welvarende zilversmid en amateur-tandarts in Boston, die aan het begin van de Amerikaanse Revolutie hielp met het opzetten van een systeem voor het verzamelen van inlichtingen over de Britse troepen, die in en rond Boston gelegerd waren. In de avond van 18 april 1775 hing de koster van de Old North Church in Boston twee lantaarns aan de torenspits ten teken dat Britse troepen op weg waren naar de plaatsen Lexington en Concord om wapens van de revolutionairen in beslag te nemen. Toen Revere deze signalen zag, reed hij met een geleend paard met een aantal kameraden naar Lexington en Concord om de revolutionairen te waarschuwen. Revere bereikte Lexington en waarschuwde de plaatselijke revolutionairen, maar werd op weg naar Concord door de Britten aangehouden. Andere rijders van de groep wisten de revolutionairen in Concord wel te waarschuwen. Daardoor konden de revolutionairen zich voorbereiden op de eerste schermutselingen van de Amerikaanse onafhankelijkheidsstrijd, de slagen bij Lexington en Concord. Alle Amerikanen leren op school over de "rit van Paul Revere", die beschouwd wordt als een van de belangrijke patriottische daden van de Amerikaanse revolutie. Ook in het lied "Paul Revere" van countryzanger Johnny Cash, uit 1972, wordt het leven en de rit van Paul Revere bezongen.
Revere diende later in de oorlog als officier in een van de, voor de Amerikaanse opstandelingen, rampzaligste campagnes van de onafhankelijkheidsoorlog, de Penobscot Expeditie.
Na de oorlog was hij een van de eersten die zich bezighield met de massaproductie van metalen, zoals koper.

## Bekendheid en mythe
Revere was niet heel bekend in zijn tijd, maar hij werd onsterfelijk gemaakt door een gedicht van Henry Wadsworth Longfellow, The Midnight Ride of Paul Revere, dat Longfellow zo'n veertig jaar na de dood van Revere schreef.
Dit gedicht heeft echter bijgedragen aan het foutieve beeld dat Revere in zijn eentje de revolutionairen zou hebben gewaarschuwd door galopperend op zijn paard van dorp naar dorp te rijden, daarbij luid roepend "de Britten komen, de Britten komen!". In media die verhalen over de Amerikaanse Onafhankelijkheid wordt Revere nog geregeld als zodanig geportretteerd. In werkelijkheid is dit dus een mythe, daar Revere slechts een van vele boodschappers was en zeker niet luid schreeuwend de revolutionairen probeerde te waarschuwen, daar het nieuws discreet verspreid moest worden omdat niet alle inwoners van de koloniën tegen de Britten waren.